# Hans Heinrich Denzler

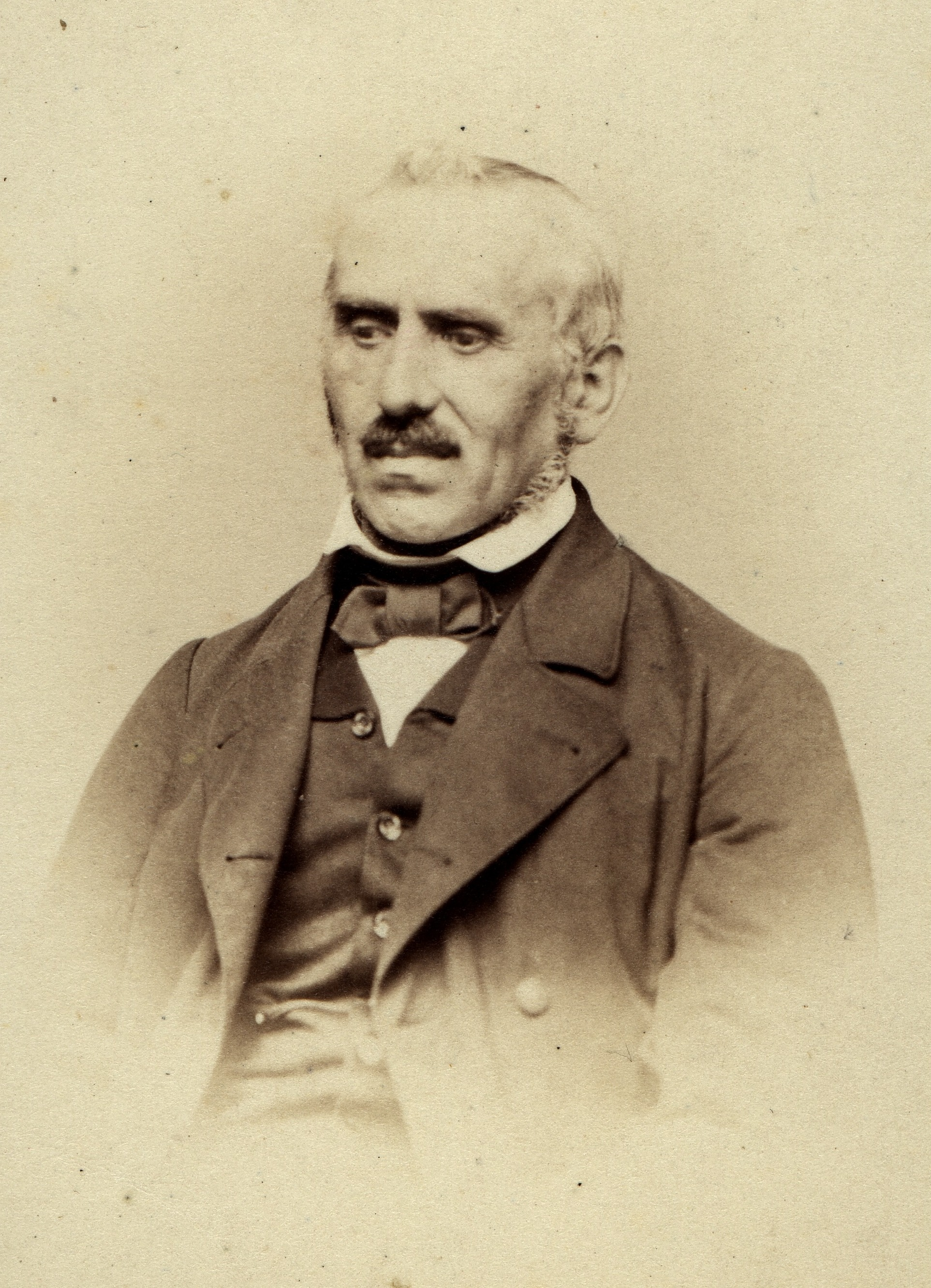
Hans Heinrich Denzler

Hans Heinrich Denzler (* 27. Februar 1814 in Nänikon; † 25. Januar 1876  in Bern) war ein Zürcher Ingenieur, Physiker, Meteorologe, Geodät, Topograf und Kartograf.

## Leben
Denzler war der Sohn des Eglisauer Landschreibers Hans Jakob Denzler. Er besuchte die Schulen in Greifensee und Eglisau. Als Jüngling vermass er die Gegend mit Instrumenten seines Vaters. Er liess sich am Technischen Institut in Zürich, dem Vorläufer der Industrieschule, bei Karl Heinrich Gräffe ausbilden. 1832 wurde er als Lehrer für Mathematik und Physik an ein Institut in Horgen gewählt. 1835–1837 war er Hauslehrer in Nyon und 1837–1841 Sekundarlehrer in Uster.
Ab 1843 arbeitete er unter Johannes Eschmann (1808–1852) und Johannes Wild an der Vermessung des Kantons Zürich. 1847 nahm er als Sappeurleutnant am Sonderbundskrieg teil.
1854 wurde er zum Oberingenieur und 1862 zum Chef des bernisch topografischen Büros für die topografische Aufnahme des Kantons Bern gewählt. 1866–1873 war er Katasterdirektor des Kantons Solothurn.
Er war Mitglied der 1861 gegründeten Schweizerischen Geodätischen Kommission der Schweizerischen Naturforschenden Gesellschaft, in deren Auftrag er die Leitung für ein neues schweizerisches Dreiecksnetz über die Alpen übernahm.

## Werk

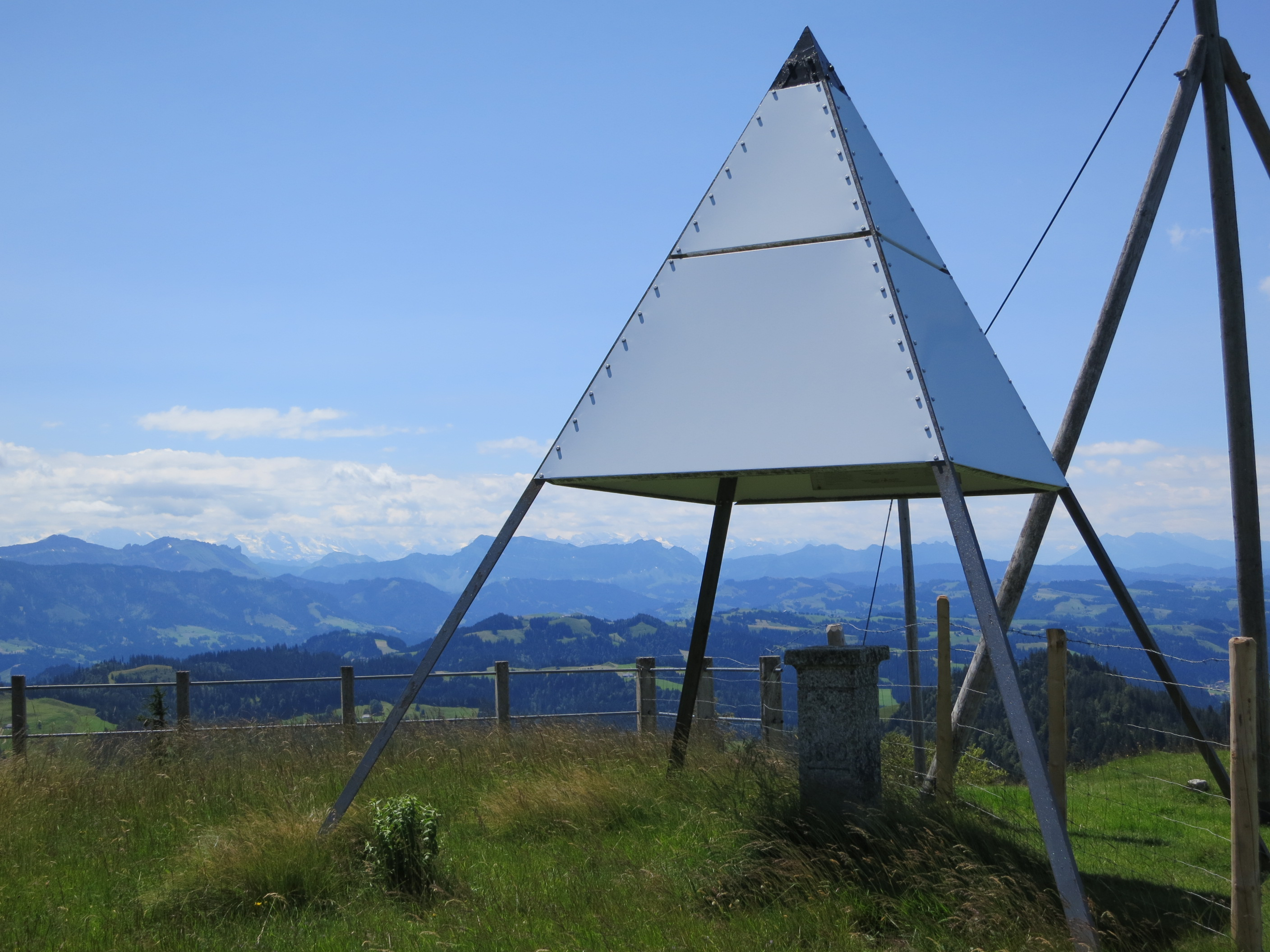
Triangulationspunkt erster Ordnung von 1860 auf dem Napf

Denzlers Interesse galt insbesondere astronomischen und geodätischen Messungen und er machte zahlreiche Entdeckungen in der Mathematik. Nach seiner Sekundarlehrerzeit nahm er die wissenschaftliche Arbeit, zu denen Beobachtungen über die terrestrische Refraktion des Lichts gehörten, wieder auf.
Die Vermessungen in den Kantonen Zürich und Bern gehörten zu Denzlers wichtigsten Arbeiten. Sie dienten dem Eidgenössischen Topographischen Bureau unter der Leitung von Guillaume-Henri Dufour als Grundlage für die von 1845 bis 1864 herausgegebene Topographische Karte der Schweiz (Dufourkarte).
Bei der Zürcher Kartierung war er ab 1843 als Mitarbeiter Eschmanns für die Signale zuständig. Er half bei der Triangulation des südlichen Kantonsteils und führte nach Eschmanns Tod 1852 mit Rudolf Wolf diejenige des nördlichen Kantonsteils durch. 1846–1851 topographierte er rund 15 Prozent der Kantonsfläche und 1851–1854 war er mit den Tiefenmessungen im Zürichsee und Flächenberechnungen beschäftigt. Im Auftrage Dufours nahm er Triangulationen im Oberengadin, Puschlav und Münstertal vor. Er publizierte unter anderem in den Mitteilungen der zürcherischen naturforschenden Gesellschaft über meteorologische Beobachtungen sowie mathematische, geophysikalische und seismische Untersuchungen.
Aufgrund seiner Publikationen, seiner langjährigen Tätigkeit als Geodät und Topograf und der guten Referenz des Direktors der Eidgenössischen Karte, Dufour, wurde er vom Kanton Bern zum Oberingenieur für die topografische Aufnahme des Kantons Bern gewählt.
Die Schweizerische Geodätische Kommission sollte den Schweizer Beitrag zur Europäischen Gradmessung erarbeiten. Sie gab Denzler den Auftrag, das Netz der Triangulation primordiale, das als Grundlage für die Dufourkarte diente, zu revidieren und teilweise neu zu vermessen.

## Schriften
- Ueber die Höhenlage und das Klima des Oberengadins, vorgetragen am 6. Januar 1851. Mittheilungen der Naturforschenden Gesellschaft in Zürich, 1850–1852
- Ueber die Eisenbahn von Zürich nach Winterthur, 1852[6].
- Die untere Schneegränze während des Jahres, vom Bodensee bis zur Säntisspitze. Neue Denkschriften der Allgemeinen Schweizerischen Gesellschaft für die Gesammten Naturwissenschaften, 1855
- Untere Schneegrenze während des Jahres. Neue Denkschriften, Band 14,  1855
- Die topographischen Aufnahmen des Kantons Bern: Bericht der Kartirungs-Commission an den Tit. Regierungsrath, Buchdruckerei K. J. Wyss, Bern 1864[7].
- Die Meereshöhe des Chasseral, als Grundlage des schweizerischen Höhennetzes. Bern, 1864.
- Die Ablenkung des Senkloths durch die Gebirge. Schweizer Alpen-Club, Jahrbuch 1866[8].
- Über die klimatischen Verhältnisse auf hohen Berggipfeln. SAC-Jahrbuch 1866[9].
- Seetiefen-Messungen in der Schweiz, ca. 1875